# چهارباغ (ورزاب)
چهارباغ  جماعت و شهرکی در کشور تاجیکستان است که در ناحیهٔ ورزاب ناحیه‌های تابع جمهوری قرار دارد. جمعیت این جماعت ۱۶۲۱۶ است.